# 亞歷山大·拉姆齊
海军上将亚历山大·拉姆齐爵士GCVO KCB DSO（1881年5月29日—1972年10月8日），全名亚历山大·罗伯特·莫尔·拉姆齐（Alexander Robert Maule Ramsay），是英国皇家海军军官，英国王室成员，维多利亚女王第三子康诺特和斯特拉森公爵亞瑟王子和普魯士的路易絲·瑪格麗塔之女——康诺的帕特丽西娅公主的夫婿，第十三代达尔豪斯伯爵约翰·拉姆齐和艾达·路易丝·班纳特夫人之子。亚历山大在第一次世界大战表现出色；1920年代和1930年代，他担任过多个重要的海军航空兵司令。

## 皇室生活
1919年2月27日，亚历山大和康诺的帕特丽西娅公主在英国王室的见证下于威斯敏斯特大教堂举行婚礼。他在新斯科舍省圣安斯湾的钓鱼小屋与JKL Ross同住时向帕特丽西娅公主求婚。嫁给平民的帕特麗西婭在婚后放弃她的「大不列颠和爱尔兰公主殿下」的头衔，根据皇家授权成为帕特麗西婭·拉姆齊夫人（Lady Patricia Ramsay）。
尽管如此，亚历山大和帕特丽西娅仍然是英国王室成员。在接下来的四十年里，他们参加了重大的皇室活动，包括1947年伊丽莎白公主和菲利普·蒙巴顿爵士的婚礼。
亚历山大和帕特丽西娅婚后育有一子：
- 马尔的亚历山大·拉姆齐（1919-2000），封建麦克达夫男爵

## 死亡
1972年10月8日，亚历山大在萨里郡温德尔沙姆的家中逝世。后于1972年10月12日葬于浮若閣摩爾皇家墓園。

## 荣誉
- 傑出服務勳章（1916年[4]）
- 皇家維多利亞爵级騎士勳章（1932年[5]）→皇家維多利亞大十字騎士勳章（1938年[6]）
- 最尊贵的巴斯三等勋章（1934年[7]）→最尊贵的巴斯爵级司令勋章（1937年[8]）